# 球世主!!
『球世主!!』（きゅうせいしゅ）は、ましま蒼樹原作・はたのさとし作画の野球漫画。『漫画アクション』2012年2月21日号より2013年7月2日号まで連載された。単行本は全3巻。千葉県流山市を舞台に日本のプロ野球界に新風を吹き込むべく、地域密着型・独立採算制の弱小球団のもとに集った人々の姿を描く。
物語の舞台である流山市は市を挙げて本作を応援しており、流山市生涯学習センターでは2012年10月13日から10月27日まで「球世主!!」展が開催された。

## あらすじ
毎年、成績が低迷し、日本のプロ野球界でもお荷物扱いされているカミジョーファルコンズの二軍選手の前に花坂陽馬と名乗る男が現れる。花坂は、カミジョーファルコンズが低迷から脱するためにアメリカから招いたジョセフ・ゴードン監督によって二軍監督に任命されたと選手たちに告げ、彼らを挑発する。やがて、花坂は監督としての自分の力量を示すため、花坂の二軍監督就任に異議を唱える前二軍監督・梶山猛と紅白戦を組み、一軍と二軍を行ったり来たりする「一軍半」の選手を梶山に託し、自らは万年二軍の選手たちだけで梶山との試合に挑む。試合開始後も軽薄な言動を繰り返す花坂に選手たちは当初は反発するが、次第に花坂が二軍選手の情報を正確に把握し、彼らに適切なアドバイスを述べていることに気づく。花坂のアドバイスによって短時間で才能を発揮させた万年二軍の選手たちは一軍半の選手と互角の試合を展開し、万年二軍の選手たちの意気はいやがうえにも上がっていった。しかし、紅白戦終了後、カミジョーファルコンズの二軍は廃止され、宮崎での秋季キャンプへの参加を許された選手を除いて、二軍の選手は流山のスタジアムに放置されてしまう。
茫然自失になる二軍選手たちの前に再び顔を出した花坂は地域密着型・独立採算制の新球団・流山イエローチックスの創設を宣言する。花坂と梶山以外のスタッフがおらず、何でも自分たちでおこなわなくてはいけないイエローチックスの運営に選手たちは不満を募らせるが、次第に地域住民との交流が増え、選手と地域住民は打ち解けていく。ようやく球団の運営が軌道になり始めた頃、花坂は朝売大王軍がメジャーリーグへの移籍を計画しているという情報を掴む。花坂はその情報をすっぱ抜くと同時に、朝売大王軍移籍後、イエローチックスが1軍の球団に名乗りを挙げると宣言した上で、プロ野球球団設立の条件緩和などの改革案を日本のプロ野球界に突きつけていく。
なお、チックスはひよこの意味。

## 主な登場人物

### 流山イエローチックス関係者
花坂陽馬（はなさか ようま）
流山イエローチックス監督。かつては福岡シーホークスの二軍選手だったが、梶山の不適切な指導のために肩を故障し、現役を引退。その後は世界中をまわり、野球を続けていた。外見も言動も軽薄だが、選手の情報は正確に把握し、選手へのアドバイスも的確。また、ふざけているように見えて、イエローチックス創設のための手続きをおこなっていたり、流山市の住民に溶け込んだりするなど、他人が見ていない所でやるべきことをやっている。テンガロンハットがトレードマーク。
梶山猛（かじやま たけし）
流山イエローチックス・コーチ。23年間のコーチ生活を経て、ようやくカミジョーファルコンズ二軍監督の地位を手にするが、二軍廃止に伴い失職。流山イエローチックスのコーチとなる。
上城ルリカ（かみじょう るりか）
流山イエローチックス事業部部長。株式会社カミジョーの会長の娘で、カミジョーファルコンズ球団取締役をつとめていたが、流山イエローチックス創設に伴い、異動となる。流山イエローチックス創設に反対しており、異動も快く思っていなかったが、次第に花坂のペースに巻き込まれていく。
堂島翔太（どうじま しょうた）
流山イエローチックス4番バッター。ドラフト2位でカミジョーファルコンズに入団したもののその後、伸び悩み、梶山のアドバイスも理解できずにいた。二軍の中で花坂に最も反発していたが、花坂のアドバイスでバッターとして開眼する。しかし、4番バッターをつとめることからくるプレッシャーからなかなか思うような成績を残せていない。
豊川浩（とよかわ ひろし）
流山イエローチックス内野手。19歳。愛想が良く、営業活動に球団内で最も熱心。
柳谷優介（やなぎや ゆうすけ）
流山イエローチックス投手。通称はギヤ。花坂の指導で投手としての才能を開花させ、試合ではほぼ相手を無得点におさえている。能力が認められ、カミジョーファルコンズへ移籍。彼が抜けることで流山イエローチックスの戦力が激減することを花坂は恐れていたが、笑顔で見送った。
小田島龍輝（おだじま たつき）
カミジョーファルコンズ投手だったが、試合で思ったような成果を出すことが出来ず、流山イエローチックスに移籍となる。移籍に不満を感じていたが、捕手の太一や小学生の純之介のアドバイスで新しい投球術を身につける。流山イエローチックス選手としての初の試合で7回無失点を実現し、感激の涙を流した。
ホセ・サンターナ
ドミニカ出身の元メジャーリーガー。カミジョーファルコンズ初の外国人選手として活躍が期待されたが、言葉も通じず、友人もいない異国で萎縮し、実力が発揮出来なかった。花坂によって、テコ入れのためにイエローチックスに送り込まれ、選手たちとの交流を通じて日本に溶け込んでいく。
村木（むらき）
選手歴20年のカミジョーファルコンズのベテラン投手。花坂によってテコ入れのためにイエローチックスに送り込まれる。自分の肩が壊れることを覚悟で投げ続け、その姿勢を通じて、意気消沈していたイエローチックスの選手たちを鼓舞しようとする。

### その他
ジョセフ・ゴードン
カミジョーファルコンズ監督。アメリカで数々の球団の監督をつとめた名将。日本のプロ野球のぬるま湯的体質を批判し、二軍廃止などの改革をおこなう。二軍を任せるために、花坂を日本に招聘した。
平塚美緒（ひらつか みお）
『週刊プレイボール』記者。父親の影響で自身も野球好き。昨今の日本におけるプロ野球人気の低下を憂えている。花坂からたびたびセクハラを受けるが、花坂の手腕には期待している。イエローチックスの1軍進出宣言以後はイエローチック番となるが、それを機に人手が足りないイエローチックスの助っ人として様々な役割を押し付けられるようになる。
三ツ沢鳳英（みつざわ ほうえい）
朝売大王軍球団代表。朝売大王軍をメジャーリーグに移籍させる計画を秘密裡に進めるが、花坂に計画をかぎつけられる。球団や日本のプロ野球界のことを第一に考え、必ずしもオーナーの思惑通りには動いていない。
郷間征治（ごうま せいじ）
朝売大王軍オーナー。朝売大王軍が日本のプロ野球を創設したという自負を持ち、朝売大王軍中心に日本のプロ野球界は編成されるべきと考えている。そのため、花坂の改革案は快く思っておらず、これを潰すべく、なりふりかまわず策を弄する。選手の体調を度外視して酷使したり、エリカに「野球はそんなに面白いかね」と尋ねるなど、野球自体にそれほど思い入れは持っていない模様。

## 用語解説
流山イエローチックス
千葉県流山市に本拠を置く、地域密着型・独立採算制のプロ野球球団。カミジョーファルコンズが二軍を廃止したのに伴い、二軍選手の受け皿として創設された。二軍廃止後もカミジョーファルコンズの二軍的存在として扱われ、他球団の二軍と試合をおこなう。また、イエローチックスで良い成績を収めた選手はカミジョーファルコンズへの移籍が期待される一方で、カミジョーファルコンズで芳しくない成績を残した者はイエローチックスに送られる。ユニフォームはチーム名であるチックス（ひよこ）をイメージしたもので選手の中にはユニフォームの着用を恥ずかしがる者もいる。

## 書籍情報
1. 2012年7月28日発売。ISBN:978-4-575-84110-7
2. 2013年1月28日発売。ISBN:978-4-575-84192-3
3. 2013年8月28日発売。ISBN:978-4-575-84279-1